# Boil Point
Der Boil Point (bulgarisch Нос Боил Nos Boil) ist eine Landspitze an der Südküste der Trinity-Halbinsel im Norden des Grahamlands auf der Antarktischen Halbinsel. Sie bildet die Westseite der Einfahrt zur Retizhe Cove und liegt 5,82 km westsüdwestlich des Garvan Point.
Deutsche und britische Wissenschaftler nahmen 1996 ihre Kartierung vor. Die bulgarische Kommission für Antarktische Geographische Namen benannte sie am 6. Dezember 2010 nach der Ortschaft Boil im Nordosten Bulgariens.